# 維克拉姆·艾夫
維克拉姆·艾夫（Vikram Adve，1966年6月28日—）是伊利诺伊大学厄巴纳-尚佩恩分校的一名教授，並暫代電腦科學系的系主任 。他的研究團隊創造了LLVM編譯器的基礎研究專案。他主要的研究目標集中在編譯器、程式語言、資訊安全、系統可靠度以及平行計算。維克拉姆·艾夫與其團隊，因為開發LLVM，一同獲得2012年ACM软件系统奖 。